# 자이메
《자이메》(포르투갈어: Jaime 자이므[*])는 안토니우 헤이스 감독의 1974년 다큐멘터리 영화이다.

## 출연
- 자이므 페르난드스
- 이반젤리나 질 델가두